# 櫻田愛実
櫻田 愛実（さくらだ まなみ、1991年6月7日 - ）は、日本のプロレスリングアナウンサー・女優・タレントである。兵庫県出身。

## 経歴
声優養成所卒業後、株式会社ウォークを経てナインズプロモーションに所属し、舞台やソロライブを中心に活動。
同じ事務所にチアワンメンバーがいることから、2015年10月にWRESTLE-1が開校したプロレス総合学院に第1期生として入学。
2016年6月7日、学院生時のケガによりプロレスラーとしてのデビューはせず、WRESTLE-1後楽園ホール大会でリングアナウンサーとしてデビュー。当初はメインリングアナの石亀貴規を支える2番手アナであったが、10月2日、川口産業技術総合センター大会よりメインリングアナに昇格。11月12日、WRESTLE-1道場で旗揚げされたプロレスリングA.C.Eでもメインリングアナを担当。WRESTLE-1休止以降はおもにVAMOSTAR興行に参加している。
2022年6月10日、アンディ・ウーとの入籍を発表。お互いが所属したWRESTLE-1の創業者である武藤敬司にちなんで6.10=ムトウの日に入籍した。

## 人物
- 特技は陸上（3年）、空手（6年）、バレーボール（6年）の体育会系。
- 事務所のサイトでは2016年11月まで、誕生日が「1900年00月00日」、バスト「00」cmとなっていた[5]。
- 「愛実」を「愛美」と間違えられることにとても敏感とされる。
- 好きなタイプはイケメンのゴリラかゴリラ顔

## 出演

### テレビ
- お願い!ランキング（2016年1月12日、 テレビ朝日） - 自撮り隊
- 直撃!コロシアム!!ズバッと!TV（2016年6月6日、TBS） - 潔癖芸能人
- ケンコバのバコバコテレビ（2019年1月 - 2021年3月、サンテレビ） - MC
- 芸能人格付けチェック2021お正月スペシャル（2021年1月1日、ABCテレビ） - アシスタント
- 芸能人格付けチェック 食と芸術の秋3時間スペシャル（2021年10月5日、朝日放送） - アシスタント
- オールスター後夜祭（2021年10月10日、TBS）
- クイズ!脳ベルSHOW（2022年5月 - 、BSフジ）- 出題VTR出演
- じっくり聞いタロウ（2024年2月9日、テレビ東京

### 舞台
- タタカッテシネ旗揚げ公演「DEAD or りばいあさん」（2015年9月18日 - 21日、高田馬場ラビネスト） - 波 乗子 役
- 撃弾☆ボディプレス「イキザマ」[6]（2015年12月25日 - 27日、北千住シアター1010） - 櫻田愛実（ジュピター）役
- 劇団UTY 第4回本公演 「たとえば僕が死んだら」（2016年4月19日 - 24日、千本桜ホール） - 上坂真帆（あがりさかまほ）役
- 骸骨ストリッパー calavera box vol.3「ベイビー・キングダム～序章～」（2017年10月12日 - 17日、南阿佐ヶ谷・ひつじ座）- 三女・黄菜（キナ）役

### WEB
- 「メシテロ嬢」（2016年2月25日、Abema flash）
- 「スリルな夜」（2016年9月21日、12月27日、2017年4月25日、AbemaTV）
- 「Cheer１の応援"生"ラジオ with 櫻田愛実」（2017年4月12日～ 毎週水曜日21:00～22:00、 showroom）― メンバー持ち回り、櫻田は7月から参加。
- 「ぶるぺん」（2017年9月、GYAO!）[7] - リングアナタレントとして出演

### CM
- アサヒスーパードライ「夏乾杯」篇（2016年、アサヒビール）